# Pothyne niasica
Pothyne niasica är en skalbaggsart som först beskrevs av Aurivillius 1916.  Pothyne niasica ingår i släktet Pothyne och familjen långhorningar. Inga underarter finns listade i Catalogue of Life.